# Fujiwara no Kitsushi
Fujiwara no Kitsushi (1225 – 20 octobre 1292) est une impératrice consort du Japon. Elle est la consort de l'empereur Go-Saga.
Descendance :
- - Quatrième fils : Prince impérial Hisahito (久仁親王) (empereur Go-Fukakusa).
  - Quatrième fille : Princesse impériale Osako (綜子内親王)[1].
  - Septième fils : Prince impérial Tsunehito (恒仁親王) (empereur Kameyama).
  - Onzième fils : Prince impérial Masataka (雅尊親王)[1].
  - Treizième fils : Prince impérial Sadayoshi (貞良親王)[1].

## Source de la traduction
- (en) Cet article est partiellement ou en totalité issu de l’article de Wikipédia en anglais intitulé « Fujiwara no Kitsushi » (voir la liste des auteurs).